# Північна Дакота
Півні́чна Дако́та (англ. North Dakota) — провідний сільськогосподарський штат на півночі США (розташований у регіоні Північно-Західний Центр), знаний як «житниця Америки». Населення становить 700 тисяч мешканців (24 тис. індіанців). Площа: 183,3 тис. км². Адміністративний центр — Бісмарк; головні міста: Фарґо, Гранд-Форкс, Мінот.
Особливості штату: родюча долина річки Ред-рівер, Велика Рівнина (прерії); плато Міссурі, дамба Гаррісона на річці Міссурі.
В Університеті штату Північна Дакота (англ. North Dakota State University) у Фарґо працював магістр франко-латинської філології С. Попель — один із провідних шахістів довоєнного Львова та згодом української діаспори у США.
На території штату розташовано дві авіабази ВПС США — авіабаза ВПС США «Майнот», що знаходиться у 21 км на північ від міста Майнот, та авіабаза ВПС США «Гранд-Форкс», розташована у 26 км на захід від міста Гранд-Форкс.
Офіційні прізвиська — «Штат земляної білки» (англ. Flickertail State), «Штат індіанців сіу» (англ. Sioux State), «Штат Саду Миру» (англ. Peace Garden State).

## Демографія
Населення 756 927 мешканців
Мовний склад населення (2010) 
| Мови                | Частка людей старше 5 років, % |
| ------------------- | ------------------------------ |
| Англійська          | 94,86                          |
| Німецька            | 1,39                           |
| Іспанська           | 1,37                           |
| Норвезька           | 0,30                           |
| Сербсько-хорватська | 0,19                           |
| Китайська           | 0,15                           |
| Японська            | 0,15                           |
| Індіанські мови     | 0,13                           |
| Французька          | 0,13                           |
| Дакотська           | 0,12                           |
| інші                | 1,21                           |

## Історія
Ця територія була досліджена канадською експедицією ла-Верендрі в 1738-1740 роках, стала частиною США за Луїзіанською покупкою в 1803 році, частиною за договором з Великою Британією в 1813 році. Найпершим поселенням — Пембіна, 1812 рік (виникло на місці факторії Генрі), створене шотландськими та ірландськими родинами; штатом стала в 1889 році, прибуло багато переселенців з Німеччини та Норвегії.

## Клімат
Клімат — континентальний, характеризується жарким літом і холодною зимою. Абсолютний максимум — +49 ° C, абсолютний мінімум -51,1 ° C. Середня температура січня: від -8 до -16 ° C, липня: 18-24 ° C. Середньорічна кількість опадів варіює від 220 до 560 мм. Навесні в долині Північний Ред часто відбуваються повені.

## Прапор
Прапор являє собою синє прямокутне полотнище з розташованим в центрі гербом США. Під гербом знаходиться напис "NORTH DAKOTA" (Північна Дакота). Прапор був прийнятий 3 березня 1911 року.

## Економіка
Виробництво: екстенсивне вирощування пшениці та ячменю, розведення худоби; харчова промисловість: зернові, м'ясні продукти. Штат щорічно дає близько 10 % усього врожаю пшениці в США. По вирощуванню ячменю та соняшника утримує перше місце. Промисловість: сільськогосподарське устаткування, видобуток нафти-сирцю, вугілля. Північна Дакота займає перше місце в США за запасами бурого вугілля. Згідно з даними Бюро економічного аналізу, у 2005 році ВВП штату становив $ 24 млрд. У 2006 році дохід на душу населення був 39 594 долари (37 місце по країні).

## Визначні місця
Міжнародний Сад Миру на кордоні з Канадою, Капітолій штату в Бісмарку, Бедленди та Національний Парк Теодора Рузвельта.

## Відомі люди
- Максвелл Андерсон
- Луї Ламур
- С. Попель